# 7172 Multatuli
7172 Multatuli este un asteroid din centura principală de asteroizi.

## Descriere
7172 Multatuli este un asteroid din centura principală de asteroizi. A fost descoperit pe 17 februarie 1988 la Observatorul La Silla de Eric Walter Elst. El prezintă o orbită caracterizată de o semiaxă mare de 2,42 ua, o excentricitate de 0,15 și o înclinație de 3,3° în raport cu ecliptica.